# لنتيني
لنتيني (بالإيطالية: Lentini)‏ هي بلدية في مقاطعة سرقوسة في صقلية الإيطالية.

## السكان
في سنة 1861 بلغ عدد السكان 9٬506 نسمة، وتطور العدد ليصل في سنة 2011 لـ 24٬484 نسمة.
يظهر هذا المخطط البياني تطور النمو السكاني لـ لنتيني

## أعلام
- هيروديكوس
- ماريا ملكة صقلية
- جياكومو دا لينتيني